# Club de Vela de Pori

Pabellón de Finlandia especial para las embarcaciones de recreo del club.

El Club de Vela de Pori (en sueco: Segelföreningen i Björneborg) es un club náutico ubicado en Kallo, una península de Mäntyluoto, a unos 20 Kilómetros al noroeste del centro de Pori (Finlandia), municipio al que pertenece.

## Historia
Fue fundado el 25 de enero de 1856 y es el club deportivo más antiguo de Finlandia.

## Regatas
Ha organizado numerosos campeonatos nacionales, además de los siguientes campeonatos continentales: 
- 1984: Campeonato de Europa de la clase Lightning.[3]
- 2006: Campeonato de Europa de la clase Snipe.[4]
- 2018: Campeonato de Europa de la clase Snipe